# Lucky Blue Smith
Lucky Blue Smith (* 4. Juni 1998 in Spanish Fork, Utah) ist ein US-amerikanisches Model und Schauspieler. Er wurde im Alter von zehn Jahren entdeckt und unterschrieb seinen internationalen Modelvertrag mit zwölf. Er wurde durch sein platinblondes Haar bekannt.

## Modelkarriere
Lucky ist das jüngste von vier Geschwistern und der einzige Junge. Seine Mutter Sheridan ist ein ehemaliges Model und sein Vater Dallon Inhaber einer Gitarrensaiten-Firma und Hobby-Musiker. Er wuchs in der kleinen Stadt Spanish Fork, Utah, auf. Smith und seine Familie sind Mormonen, eine besonders in Utah verbreitete Glaubensrichtung.
Als er zehn Jahre alt war, wurde Smith gemeinsam mit seinen Schwestern von einem Scout entdeckt. Er begann seine Modelkarriere, als er zwölf war. Nachdem die Kinder Verträge mit Next Management unterschrieben hatten, zog die gesamte Familie nach Los Angeles, wo die jüngeren Kinder zu Hause unterrichtet wurden. Kurz nach ihrer Ankunft hatten Lucky und seine Geschwister ein Shooting mit Hedi Slimane für "Vogue Homme" Japan, das ihnen schnell Aufmerksamkeit einbrachte.
Smiths Modelkarriere nahm an Fahrt auf, nachdem er sich auf den Rat seiner Agentin hin die Haare platinblond färbte. 2015 zierte er Dutzende Cover von Magazinen und hatte Kampagnen für Philipp Plein und Tom Ford. Er und andere Models tauchten in Tom Fords Fashion-Video für Lady Gaga auf. Lucky Blue lief für Marken wie Tom Ford, Versace, Michael Kors, Etro und Bottega Veneta. Auch hatte er Kampagnen für CK One (geshootet von Mario Sorrenti), Moncler (geshootet von Annie Leibovitz), eine Gap-Kampagne und eine Tommy-Hilfiger-Kampagne. Lucky war auch für Levi’s und H&M tätig und war auf dem Cover der "Harper’s Bazaar".
Mit seiner Frau Nara Aziza Smith hat er zwei Töchter sowie einen Sohn. Aus einer früheren Beziehung mit Stormi Bree Henley hat er eine Tochter.

## Musikkarriere
2009 gründeten die Smith-Geschwister eine Surfrockband namens The Atomics. Lucky Smith spielt Schlagzeug und ließ verlauten, dass Musik seine wahre Leidenschaft sei. Die Band ist ebenfalls bei Next Management unter Vertrag.

## Rezeption
2015 ernannte ihn die "Teen Vogue" zum „Model of the Moment“. Bei Models.com, einem Branchen-Ranking, war er 2015 unter den Top 50 Male Models und hatte die zweithöchste Zahl an Social-Media-Followern. Viele Designer gaben an, dass Lucky Smiths Popularität in den sozialen Medien ein Grund dafür sei, dass sie ihn buchen wollen.

## Auftritte
- 2015: The Ellen DeGeneres Show

## Filmografie
- 2016: Love Everlasting
- 2024: Ugly – Verlier nicht dein Gesicht